# Elattoneura odzalae
Elattoneura odzalae – gatunek ważki z rodziny pióronogowatych (Platycnemididae). Występuje w Afryce Środkowej – stwierdzony w Kongu i Demokratycznej Republice Konga.